# Parc naturel régional de Sasso Simone et Simoncello
Le parc naturel régional de Sasso Simone et Simoncello est un espace naturel protégé situé au coeur du Montefeltro initialement créé par la région des Marches en 1994,.
Par la suite, à la suite du passage des communes de la vallée du Marecchia de la province de Pesaro et d'Urbino à la région Émilie-Romagne, une partie du territoire du parc (celle appartenant aux communes de Pennabilli et Montecopiolo) s'est retrouvée incluse dans la province de Rimini, en Émilie-Romagne.

## Territoire
Cela a conduit à la création en 2013, d'un commun accord entre les deux régions concernées, du parc naturel interrégional de Sasso Simone et Simoncello, dont les limites suivent celles du précédent parc régional. Le parc est administré par un organisme de gestion unique, lequel est toutefois soumis à la tutelle et aux dispositions administratives des deux territoires régionaux auxquels il appartient.
Le territoire du parc concerne les communes de Carpegna, Frontino, Piandimeleto et Pietrarubbia pour la province de Pesaro et d'Urbino ; Montecopiolo et Pennabilli pour la province de Rimini.
Le paysage du parc, principalement vallonné ou montagneux, est influencé par les reliefs des Sasso di Simone (it) (1 204 m) et du Simoncello (it) (1 221 m), du Monte Canale (it) (1 052 m), du Monte Palazzolo, avec des altitudes comprises entre 670 et 1 415 m d'altitude du mont Carpegna, le sommet du parc et la ligne de partage des eaux entre la vallée de la Foglia, la vallée du Marecchia et la Valconca (it).

## Galerie

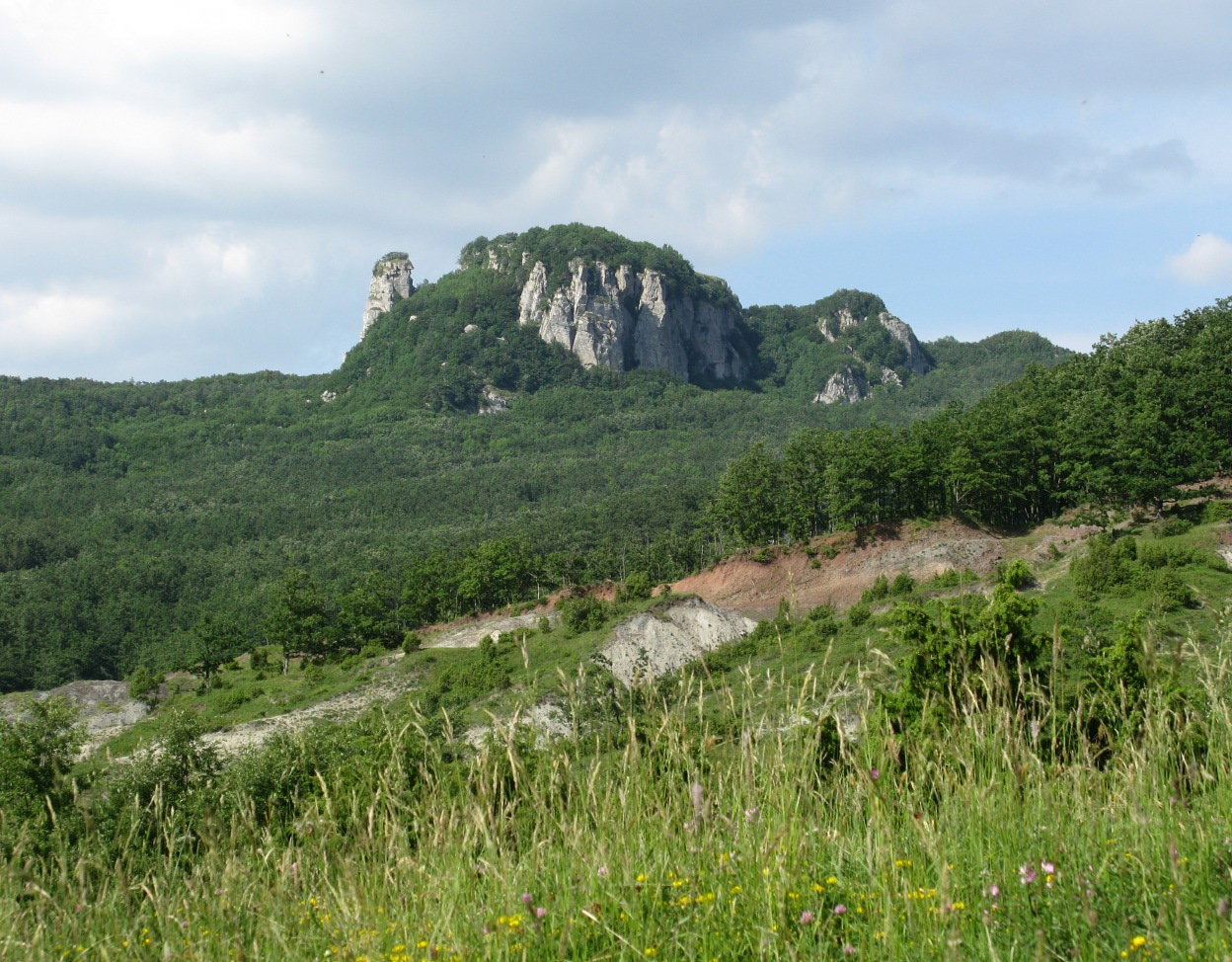
Le Simoncello.
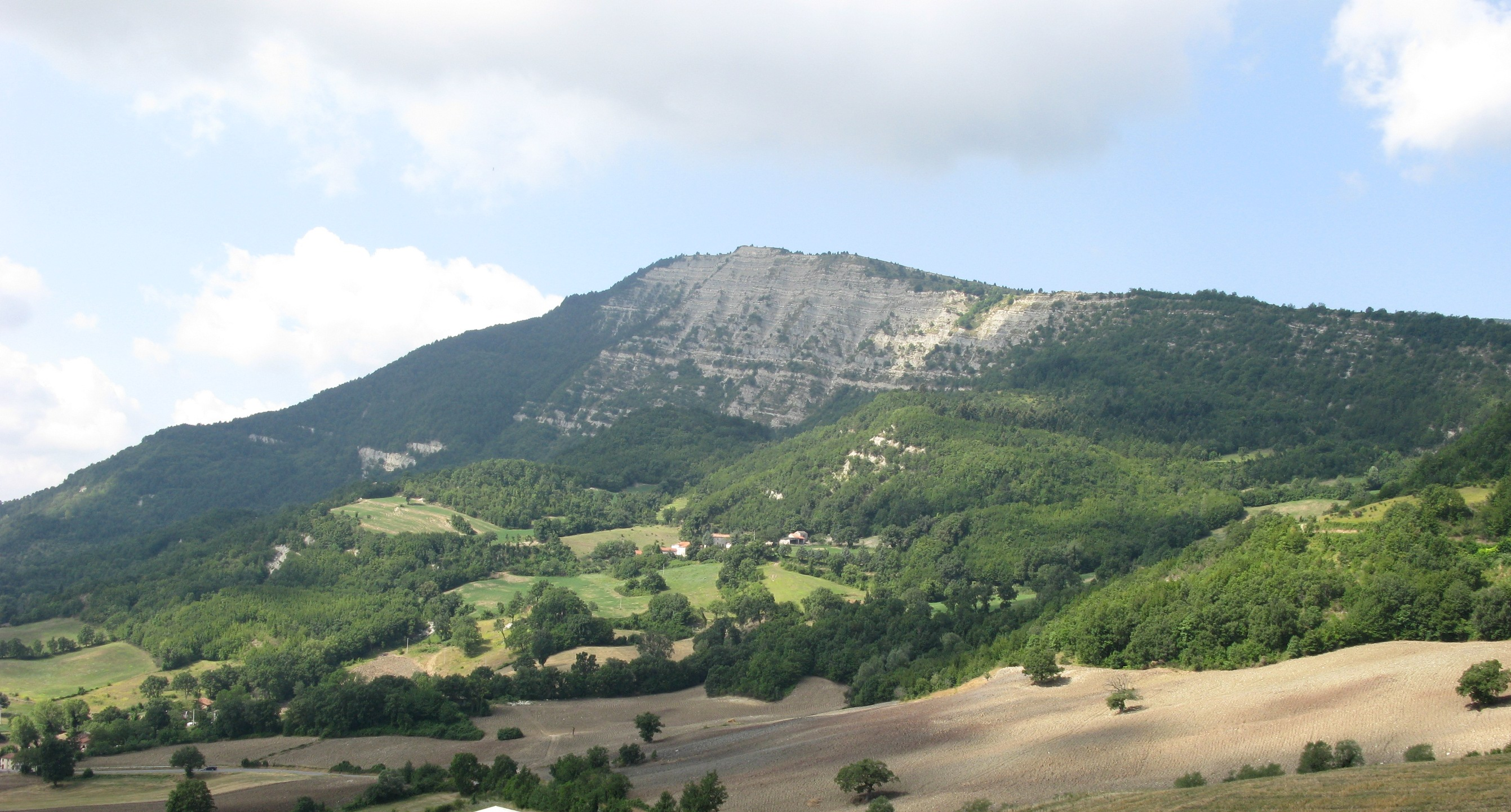
Le mont Carpegna.